# Yorimatã
Yorimatã é um filme documentário biográfico longa-metragem (116 minutos) sobre a dupla Luhli e Lucina dirigido por Rafael Saar.

## Sinopse
Luhli e Lucina são parte fundamental na História da Música Brasileira. Pioneiras no lançamento de discos de forma independente no país, as cantoras, compositoras e multiinstrumentistas fizeram mais de 800 composições – a maioria ainda inédita. Entre seus intérpretes estão artistas como Nana Caymmi, Tetê Espíndola, Zélia Duncan e especialmente Ney Matogrosso, que entre muitas outras canções da dupla gravou “Bandoleiro” e “O Vira”.
Assim como Antônio Adolfo – o primeiro artista independente brasileiro – Luhli e Lucina produziram, gravaram e distribuíram seu primeiro disco “Luli e Lucinha” em 1979. Seguiram com “Amor de Mulher – Yorimatã”; “Timbres Temperos”; “Porque sim porque não”, que as leva para uma turnê na Europa; “Elis e Elas”, de releituras em homenagem a Elis Regina; e um disco comemorativo de 25 anos de carreira.
A trajetória dessas mulheres é tão singular quanto sua música. Elas não foram uma dupla musical apenas, formaram juntas também uma família ao lado do fotógrafo Luiz Fernando Borges da Fonseca. Surge ali uma união em uma vida alternativa em comunidade, intensa e criativa, permitindo uma pesquisa musical de raízes e das forças da natureza, com repertório eclético, folk e brasileiro, e com o estudo da música de umbanda. A opção pela liberdade resultou em um amor maduro, extremo, em intensidade e risco, transmutado em música.O filme lança o olhar não só para duas personagens importantíssimas da História da Música Brasileira, mas para duas pessoas incríveis, suas singularidades, seu cotidiano, sua constante atividade musical, artística, a forte espiritualidade, suas vidas.
Yorimatã é o primeiro longa‐metragem dirigido por Rafael Saar e é uma co-produção Imagem-Tempo, Dilúvio, Tela Brasilis e Canal Brasil, com patrocíncio da Riofilme. Reune além de filmagens atuais com cenas, shows e depoimentos das artistas; encontros musicais com Ney Matogrosso, Joyce Moreno, Gilberto Gil, Tetê Espíndola, Alzira E., Zélia Duncan, Antonio Adolfo, Luiz Carlos Sá (Sá e Guarabyra), dentre outros; e o vasto material de arquivo recuperado para o projeto, que inclui filmes raros em super‐8mm como shows e momentos familiares de Luhli e Lucina, ou o curta‐metragem “A nova estrela”, de André José Adler, fotografado por Luiz Fernando Borges da Fonseca, sobre a bandaSom Imaginário, nos bastidores do primeiro encontro de Luhli e Lucina.
Com produção da Dilúvio Produções, Imagem-Tempo e Tela Brasilis, e coprodução do Canal Brasil o filme estreou na Mostra Internacional de Cinema de São Paulo e circulou entre 2014 e 2015 em festivais em todo o mundo como a Semana dos Realizadores no Rio de Janeiro, o Festival de Havana e o In-Edit Brasil onde foi eleito o Melhor Filme pelo Júri e pelo Voto Popular.

## Prêmios
- 2015 - IN-EDIT Brasil – Melhor Filme - Júri
- 2015 - IN-EDIT Brasil – Melhor Filme - Júri
- 2015 - Pirenópolis.doc - Prêmio Especial de Pesquisa
- 2015 - Prêmio Delart - CineMúsica Conservatória
- 2015 - Menção Honrosa - Festival Mix Brasil
- 2016 - Menção Honrosa - Contra el silencio todas las voces

## Festivais
- Mostra Internacional de Cinema de São Paulo, 2014, Brasil
- Semana dos Realizadores, 2014, Brasil
- Festival Internacional del Nuevo Cine Latinoamericano de La Habana, 2014, Cuba
- Mostra do Filme Livre, 2015, Brasil
- In-Edit - 7 Festival Internacional do Documentário Musical, 2015, Brasil
- Rio Festival Gay de Cinema, 2015, Brasil
- Pirenópolis.Doc, 2015, Brasil
- CineMúsica, 2015, Brasil
- Festival MIMO, 2015, Brasil
- Barcelona In-Edit Beefeater Festival, 2015, Espanha
- For Rainbow – Festival de Cinema e Cultura da Diversidade Sexual, 2015, Brasil
- XXX Festival del Cinema Latino Americano de Trieste, 2015, Itália
- Primeiro Plano – Festival de Cinema de Juiz de Fora e Mercocidades, 2015, Brasil
- Festival Mix Brasil de Cultura da Diversidade, 2015, Brasil
- Forumdoc.BH - Festival do Filme Documentário e Etnográfico, 2015, Brasil
- MUVI Lisboa – Festival Internacional de Música no Cinema, 2015, Portugal
- Close - Festival Nacional de Cinema da Diversidade Sexual, 2015, Brasil
- FestCineAmazônia, 2015, Brasil
- Festival de Cine y Documental In-Edit Nescafé, 2015, Chile
- 34˚ Oficina de Música de Curitiba, 2016, Brasil
- CinemAvvenire Film Festival, 2016, Itália

## Créditos
produção executiva: Daniela Santos, Eduardo Ades
produção: Daniela Santos, Eduardo Ades, Eduardo Cantarino, Rafael Saar
direção de produção: Eduardo Cantarino
pesquisa: Adil Lepri, Rafael Saar
desenho sonoro: Thiago Sobral
som direto: Eduardo Silva
mixagem: Jesse Marmo
animações: Daniel Sake
direção de arte: Luciano Caetano
montagem: Rafael Saar
montador-assistente: Leandro Calixto
direção de fotografia e câmera: Lucas Barbi
argumento e direção: Rafael Saar
Empresas produtoras: Imagem-Tempo, Dilúvio Produções, Tela Brasilis
Co-produção: Canal Brasil